# Союз воинствующих безбожников Татарии
Союз воинствующих безбожников Татарии — советская атеистическая организация, действовавшая на территории Татарской ССР и являвшаяся частью Союза воинствующих безбожников.
Создан в феврале 1927 года как «Союз безбожников Татарии» для ведения атеистической пропаганды среди мусульманского населения. Выступал за расширение автономии Татарии в СССР, что привело к конфликту со сторонниками федеральной системы Сталина. В результате конфликта в 1928 году лидеры Союза безбожников Татарии были арестованы, исключены из партии большевиков, некоторые были приговорены к смертной казни, хотя приговоры были отменены или смягчены в 1930 году.
Переименован в «Союз воинствующих безбожников Татарии» после II съезда «Союза безбожников» в 1929 году. Во время репрессий 1937—1938 годов, главным образом после ареста Мирсаида Султан-Галиева, многие члены Союза воинствующих безбожников Татарии также были осуждены по его делу, и в 1940 году организация фактически прекратила своё существование. Формально Союз воинствующих безбожников Татарии распущен одновременно с Союзом воинствующих безбожников в 1947 году, когда функции последнего были переданы Всесоюзному обществу по распространению политических и научных знаний (общество «Знание»).